# Wit Drapich
Wit Drapich (ur. 23 stycznia 1924 w Świątnikach Górnych, zm. 13 grudnia 1992 w Warszawie) – polski polityk, poseł na Sejm PRL II, III, VII i VIII kadencji, wojewoda krakowski.

## Życiorys

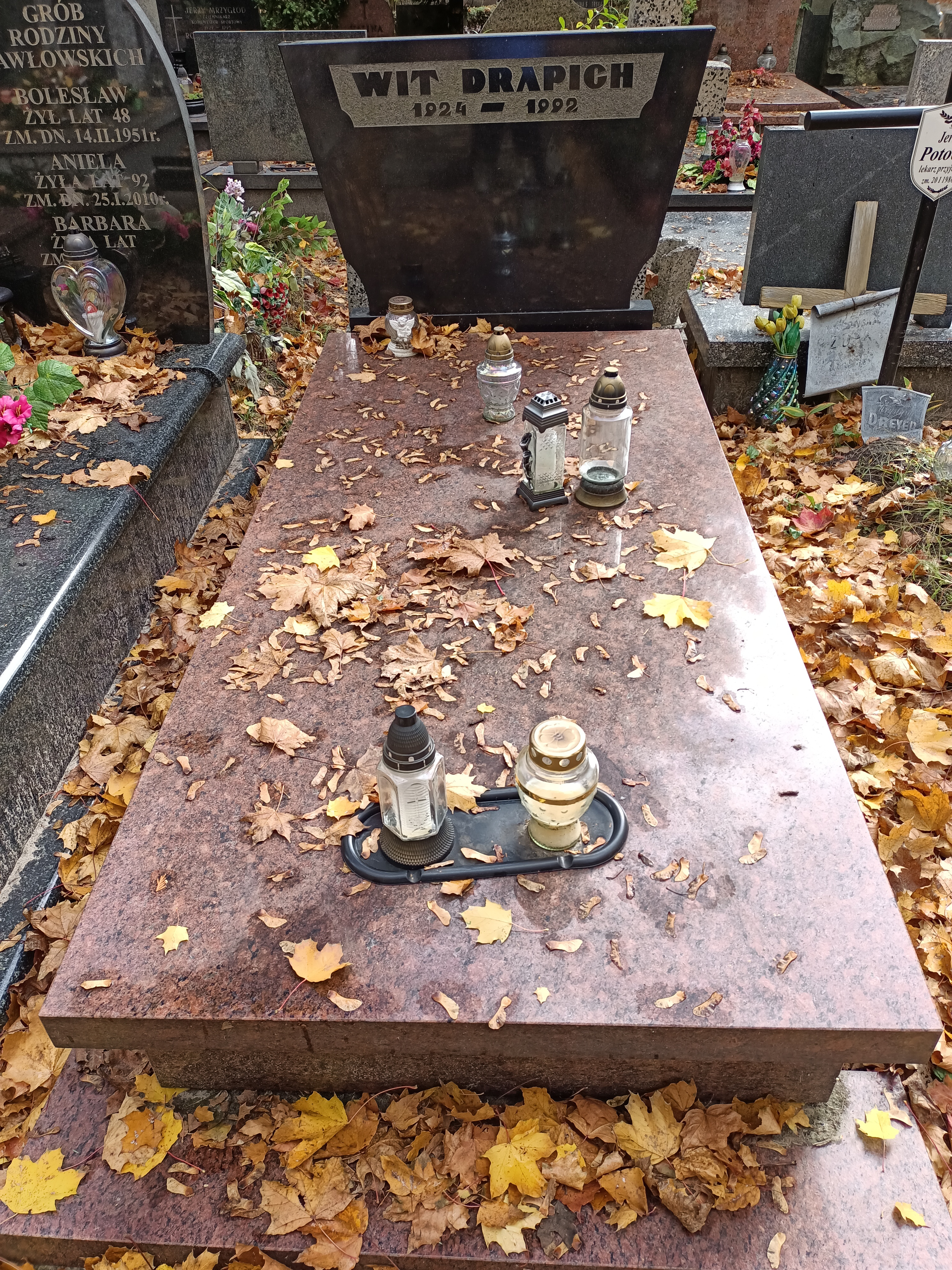
Grób Wita Drapicha na cmentarzu Wojskowym na Powązkach

Syn Jana i Anny. Jego siostrą była Maria Wilusz, historyk ruchu robotniczego. Od 1945 członek Polskiej Partii Socjalistycznej, a od 15 grudnia 1948 Polskiej Zjednoczonej Partii Robotniczej. Uzyskał wykształcenie wyższe ekonomiczne, zdobywając tytuł zawodowy magistra ekonomii w Szkole Inżynierskiej i Wyższej Szkole Ekonomicznej w Szczecinie. Od 11 listopada 1956 do 31 lipca 1965 był sekretarzem ekonomicznym Komitetu Wojewódzkiego PZPR w Szczecinie.

### Poseł
W 1957 uzyskał mandat posła na Sejm PRL II kadencji, reprezentując okręg Szczecin. Zasiadał w Komisji Gospodarki Morskiej i Żeglugi, Komisji Komunikacji i Łączności oraz w Komisji Planu Gospodarczego, Budżetu i Finansów. W 1961, 1976 i 1980 ponownie uzyskiwał mandat posła. Do Sejmu III kadencji dostał się z okręgu Szczecin, do VII z okręgu Kraków, a do VIII z okręgu Tarnów. Kandydował z ramienia Polskiej Zjednoczonej Partii Robotniczej. W Sejmie III kadencji zasiadał w Komisji Gospodarki Morskiej i Żeglugi, w Sejmie VII w Komisji Kultury i Sztuki oraz w Komisji Planu Gospodarczego, Budżetu i Finansów, a w Sejmie VIII w Komisji Handlu Zagranicznego, Komisji Mandatowo-Regulaminowej, Komisji Skarg i Wniosków oraz w Komisji Nadzwyczajnej do rozpatrzenia projektu ustawy o Radach Narodowych i Samorządzie Terytorialnym.

### Działacz partyjny
Od 1959 do 1975 był zastępcą członka, a w 1975 członkiem Komitetu Centralnego PZPR. Od 19 maja 1975 do 10 grudnia 1977 pełnił funkcję I sekretarza Komitetu Wojewódzkiego PZPR w Krakowie.

### Działacz państwowy
W 1965 był dyrektorem w Ministerstwie Żeglugi, a w latach 1966–1969 dyrektorem w Ministerstwie Oświaty i Szkolnictwa Wyższego. W tymże resorcie od 1969 do 1972 pełnił funkcję wiceministra. Od 1 lutego 1972 do 9 grudnia 1973 był przewodniczącym prezydium Wojewódzkiej Rady Narodowej w Krakowie, a od 13 grudnia 1973 do 1975 wojewodą krakowskim. Ponadto w 1974 zasiadał w Radzie Naczelnej Związku Bojowników o Wolność i Demokrację, a w latach 1977–1983 był wiceprzewodniczącym Ogólnopolskiego Komitetu Frontu Jedności Narodu. Był też przewodniczącym Rady Narodowej m. Krakowa (w ówczesnym krakowskim województwie miejskim). 
Członek prezydium Tymczasowej Rady Krajowej Patriotycznego Ruch Odrodzenia Narodowego oraz RK PRON w latach 80.. Pochowany na Cmentarzu Wojskowym na Powązkach w Warszawie (kwatera AII-10-19).

## Odznaczenia
- Order Sztandaru Pracy II klasy (1969)[5]
- Krzyż Kawalerski Orderu Odrodzenia Polski
- Krzyż Walecznych (1945)[6]
- Srebrny Krzyż Zasługi (1954)[7]
- Medal 10-lecia Polski Ludowej (1955)[8]